# Terremotos interplaca

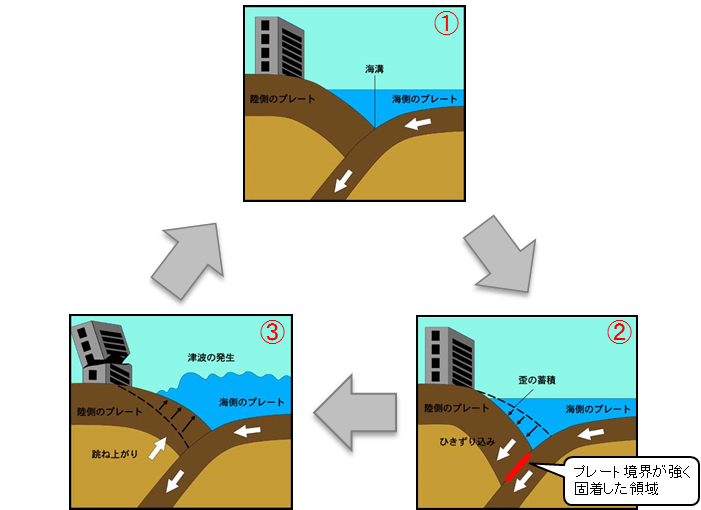
Mecanismo de aparición de terremotos entre placas.

Un terremoto interplaca es un terremoto que se produce en el límite entre dos placas tectónicas. Los terremotos de este tipo corresponden a más del 90 por ciento del total de la energía sísmica liberada en todo el mundo. Si una placa intenta alejarse de otra, será retenida por esta, acumulando tensión que será liberada en forma de terremoto y haciendo que la placa se libere de la otra. El proceso de deslizamiento crea un terremoto con deformaciones del suelo y las ondas sísmicas resultantes viajan a través de la Tierra a lo largo de la superficie terrestre. El movimiento de las placas puede ser lateral, a lo largo de una falla transformante límite o vertical o por subducción.
Algunas zonas del mundo que son particularmente propensos a este tipo de eventos son la costa oeste de América del Norte (especialmente California y Alaska), la región nororiental del Mediterráneo (Grecia, Italia y Turquía en particular), Irán, Nueva Zelanda, Indonesia, India, Japón y algunas partes de China.